# Токубэцу кото кэйсацу

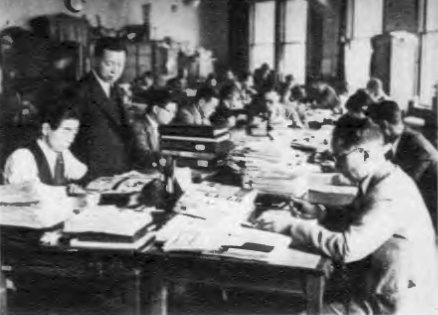
Сотрудники токко кэйсацу за работой, цензурный отдел столичного (токийского) полицейского департамента.

Токубэцу кото кэйсацу (яп. 特別高等警察 токубэцу ко:то: кэйсацу, «Особая высшая полиция»), часто сокращается до токко кэйсацу (яп. 特高警察 токко: кэйсацу) или токко (яп. 特高 Токко:) — тайная политическая полиция, существовавшая в Японской империи с 1911 по 1945 год. Токко была также известна как полиция общественной безопасности (яп. 治安警察 Тиан кэйсацу) и более известна под названием полиция мысли (яп. 思想警察 Сисо: кэйсацу). В функции токко входила борьба с оппозиционными («подрывными») элементами, осуществление цензуры печатных изданий, предотвращение беспорядков, волнений, митингов, демонстраций. Кроме этого, токко также занималось расследованием уголовных дел и контрразведкой. Токубэцу кото кэйсацу не следует путать со схожей по названию спецслужбой токкэйтай (яп. 特警隊, сокращение от 特別警察隊 токубэцу кэйсацутай, «Специальный полицейский корпус») — военной полицией и контрразведкой Императорского флота Японии в период Второй мировой войны.

## Создание и деятельность
Непосредственным поводом к созданию тайной политической полиции под эгидой Министерства внутренних дел явился заговор анархо-социалистов с целью убийства императора Мэйдзи в 1910 году (так называемое дело о государственной измене (яп. 大逆事件 тайгяку дзикэн), известный также как дело Котоку (яп. 幸徳事件 Ко:току дзикэн).
Впоследствии, после русской революции, рисовых бунтов, увеличения числа забастовок и роста рабочего движения, возникновения в оккупированной Корее движения 1 марта, при премьере Такаси Харе и его преемниках сфера деятельности токко была значительно расширена. Основной задачей токко было поставлено подавление «опасных мыслей», которые могли бы поставить под угрозу существующий социальный порядок, что в первую очередь касалось движений анархизма, коммунизма, социализма и растущего иностранного населения в Японии. Затем деятельность токко была распространена также на различные религиозные группы, пацифистов, студенческих активистов, либералов и ультраправые элементы.
После принятия в 1925 году закона об охране общественного спокойствия власть полиции токко чрезвычайно возросла. Её отделения были созданы в каждой японской префектуре и крупном городе, и даже за пределами страны в местах массового проживания японского населения (в том числе в Шанхае, Лондоне и Берлине). В конце 1920-х и 1930-х годов токко начала длительную кампанию преследования Коммунистической партии Японии, включавшую несколько волн массовых арестов известных членов, сочувствующих и подозреваемых в симпатиях к коммунистам (т. н. инцидент 15 марта).
Токко состояла из шести отделов (Специальной полицейской работы, наблюдения за иностранцами, наблюдения за корейцами в Японии, трудовых отношений, цензуры и арбитраж). В 1927 году к ним было добавлено подбюро, секция мысли бюро по уголовным делам, занимавшаяся изучением и подавлением подрывных идеологий. Токко использовали как одетых в униформу сотрудников, так и одетых в штатское, а также широкую сеть информаторов. Эти информаторы часто выступали как тайные агенты, проникавшие в подозрительные организации и действовавшие в качестве агентов-провокаторов. Токко также использовала добровольных информаторов из тонаригуми. Контрразведывательная деятельность также включала прослушивание телефонной и радиосвязи внутри Японии или за её пределами и с граничащих с Японией странами.
К 1936 году токко подвергла арестам 59 013 человек, из которых около 5000 были привлечены к суду; из них примерно половина была приговорена к различным срокам тюремного заключения. Арестованных полицией токко заставляли самих писать показания о том, как они были вовлечены в «опасные идеологии», вынуждая переписывать их до тех пор, пока следователи не будут вполне удовлетворены полученными сведениями. Эти «отчеты» арестованных затем использовались для доказательства их же причастности к «подрывной деятельности».
Полиция токко была распущена в октябре 1945 года приказом оккупационных властей союзников, что непосредственно привело к отставке возражавшего против этого принца Нарухико с поста премьер-министра Японии.

## Использование пыток служащими токко кэйсацу
Исследовательница истории Японии в 1920-е и 1930-е годы Элиза К. Типтон пишет:
Критики утверждают, что токко использовало пытки и террор, организованные по образцу гестапо или ГПУ (ОГПУ). Их оппоненты, включая бывших офицеров токко, отвечают на это, что пытки использовались исключительно по инициативе некоторых агентов, а не в результате политики руководства токко. Действительный баланс жестокости политической полиции лежит между этими двумя крайностями, но, конечно, имеется слишком много случаев применения пыток, чтобы можно было отрицать их частое использование служащими токко.
Жертвами полиции токко стали лидеры КПЯ Ёсимити Ивата, Эйтаро Норо и известный японский пролетарский писатель Такидзи Кобаяси, арестованные агентами токко и, как считается, погибшие под пытками соответственно 3 ноября 1932 года, 19 февраля 1934 года и 20 февраля 1933 года.

## Основные руководители и агенты
- Гэнки Абэ[англ.][7] (директор с 1932 по 1945)

## Наиболее известные расследования
- Ограбление банка в Омори (англ) (1932)
- Раскрытие шпионской организации Рихарда Зорге (1941)[1]